# Kepler-69b
Kepler-69b és l'exoplaneta més interior del sistema Kepler-69. Es tracta d'una superterra calenta o d'un minineptú. És un planeta de composició rocosa situat a una distància aproximada de 6 milions de quilòmetres del seu estel, Kepler-69.

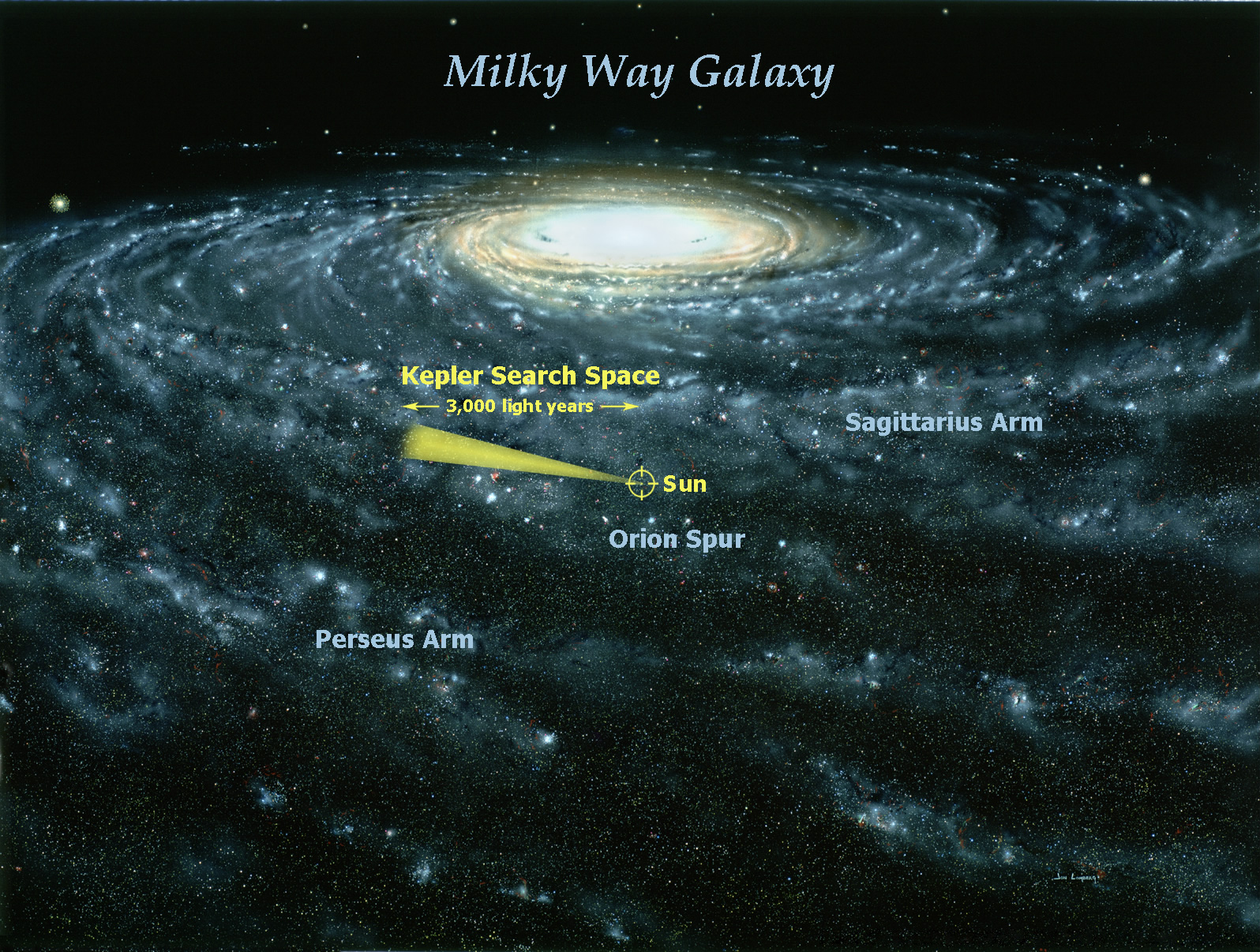
Volum de cerca del Telescopi Espacial Kepler en el context de la Via Làctia.